# Carolina Jaramillo
Christian Carolina Jaramillo Quintero (* 19. März 1994 in Tijuana, Baja California), üblicherweise als Carolina Jaramillo bzw. auch unter ihrem Rufnamen als Caro Jaramillo bezeichnet, ist eine mexikanische Fußballspielerin, die vorwiegend im offensiven Mittelfeld eingesetzt wird.

## Leben

### Verein
Jaramillo begann ihre Karriere 2003 in einem mit Jungs und Mädchen gemischten Team beim Alamos F.C. in Nezahualcoyotl. 2013 unterschrieb sie bei Xoloitzcuintles Femenil, dem Frauenfußballteam von Club Tijuana, in der höchsten mexikanischen Frauenliga. Nach zweieinhalb Jahren, im Herbst 2015, schrieb sie sich am Cerritos College ein und gehörte zum Frauenfußballteam der Falcons. In dieser Zeit gehörte sie auch dem Women’s Premier Soccer League (WPSL) Verein Xolos USA an, mit dem sie 2015 die Liga Mayor Femenil National Championship gewann.
Im Dezember 2016 unterschrieb Jaramillo als erste Frau einen Vertrag in der männlichen Major Arena Soccer League bei Atletico Baja, bevor sie im April 2017 zum Club Tijuana zurückkehrte.
Noch im Laufe des Jahres 2017 wechselte sie zu Tigres Femenil, mit denen sie sowohl in der Clausura 2018 als auch 2019 die mexikanische Frauenfußballmeisterschaft gewann. 2020 wechselte Jaramillo zu Chivas Femenil, mit denen sie in der Clausura 2022 einen weiteren Meistertitel eroberte und am Saisonende auch den Campeón de Campeones Femenil gewann.

### Nationalmannschaft
Jaramillo nahm 2014 für die U-20-Nationalmannschaft Mexikos an der FIFA U-20-Weltmeisterschaft teil und spielte in allen drei Vorrundenspielen über die volle Länge. Im November 2014 wurde sie erstmals für die A-Nationalmannschaft Mexikos berufen und feierte ihr Länderspieldebüt am 17. November 2014 gegen die Kolumbianische Fußballnationalmannschaft der Frauen. Bevor Jaramillo am 20. November 2014 gegen die Nationalmannschaft von Trinidad und Tobago ihr erstes Tor für die A-Mannschaft erzielen konnte.
2005 nahm Jaramillo für den Bundesstaat Baja California, an den X Olimpiada Nacional Infantil y Juvenil in Mexiko-Stadt im Fußball teil.

## Erfolge
- Mexikanischer Meister: Clausura 2018, Clausura 2019, Clausura 2022
- Mexikanischer Supercup: 2021/22